# Gairloch
Gairloch (pron.: /ˈɡɛərlɒx/; in gaelico scozzese:  Geàrrloch; 2.300 ab. ca.) è una cittadina della costa occidentale delle Highlands, nel nord della Scozia, situata lungo il Loch Gairloch (o Gair Loch), un'insenatura dell'Oceano Atlantico.

## Geografia fisica
Gairloch si trova a nord di Kyle of Lochalsh e a sud-ovest di Ullapool.

## Cultura

### Musei
- Gairloch Heritage Museum

## Società

### Evoluzione demografica
Al censimento del 2001, la popolazione era di 2.289 abitanti.

## Galleria d'immagini

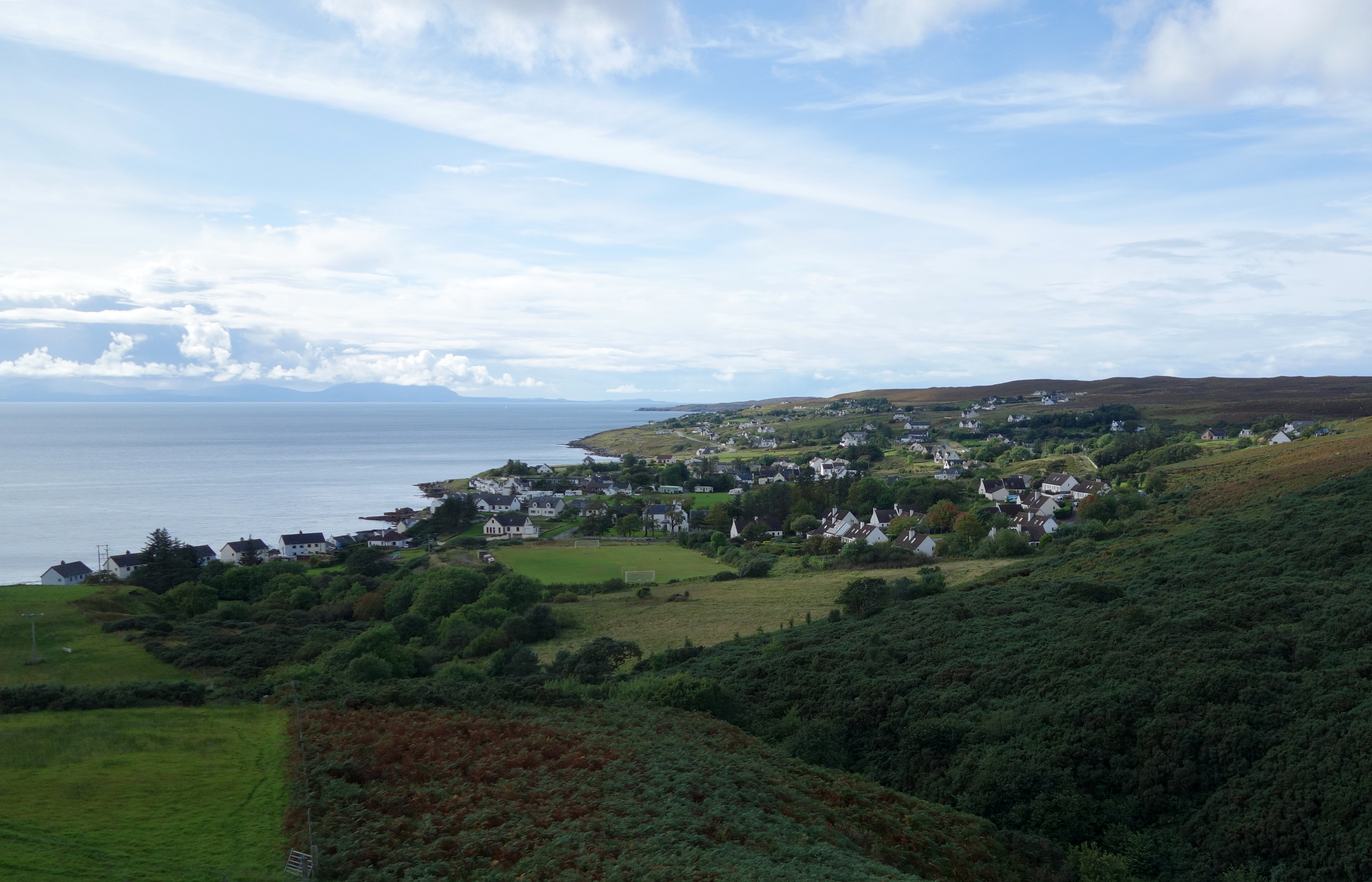
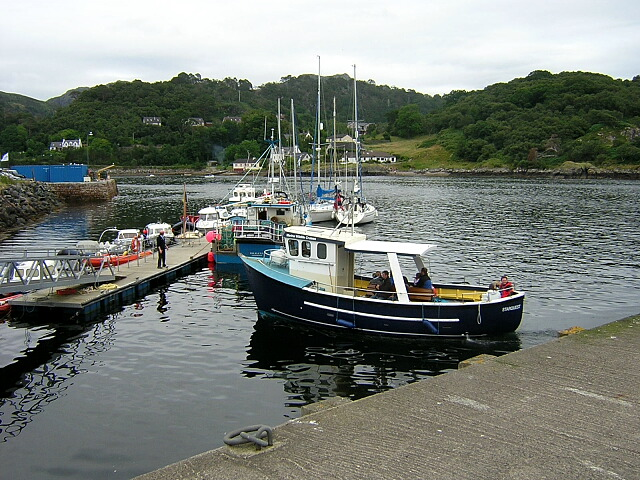
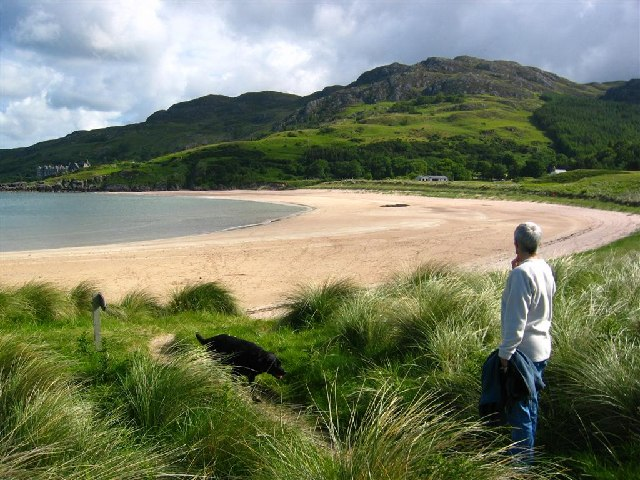
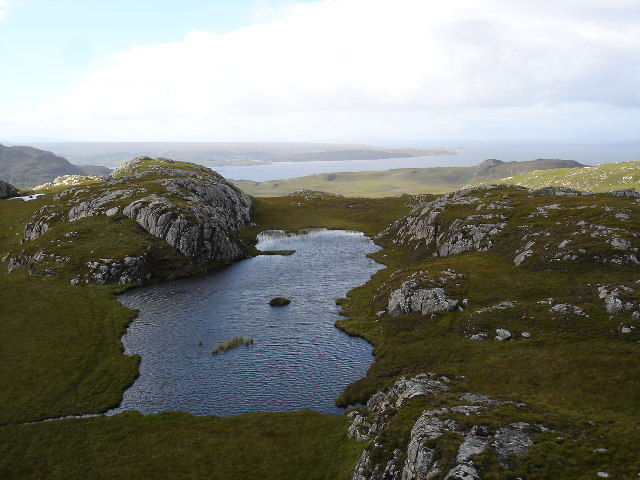
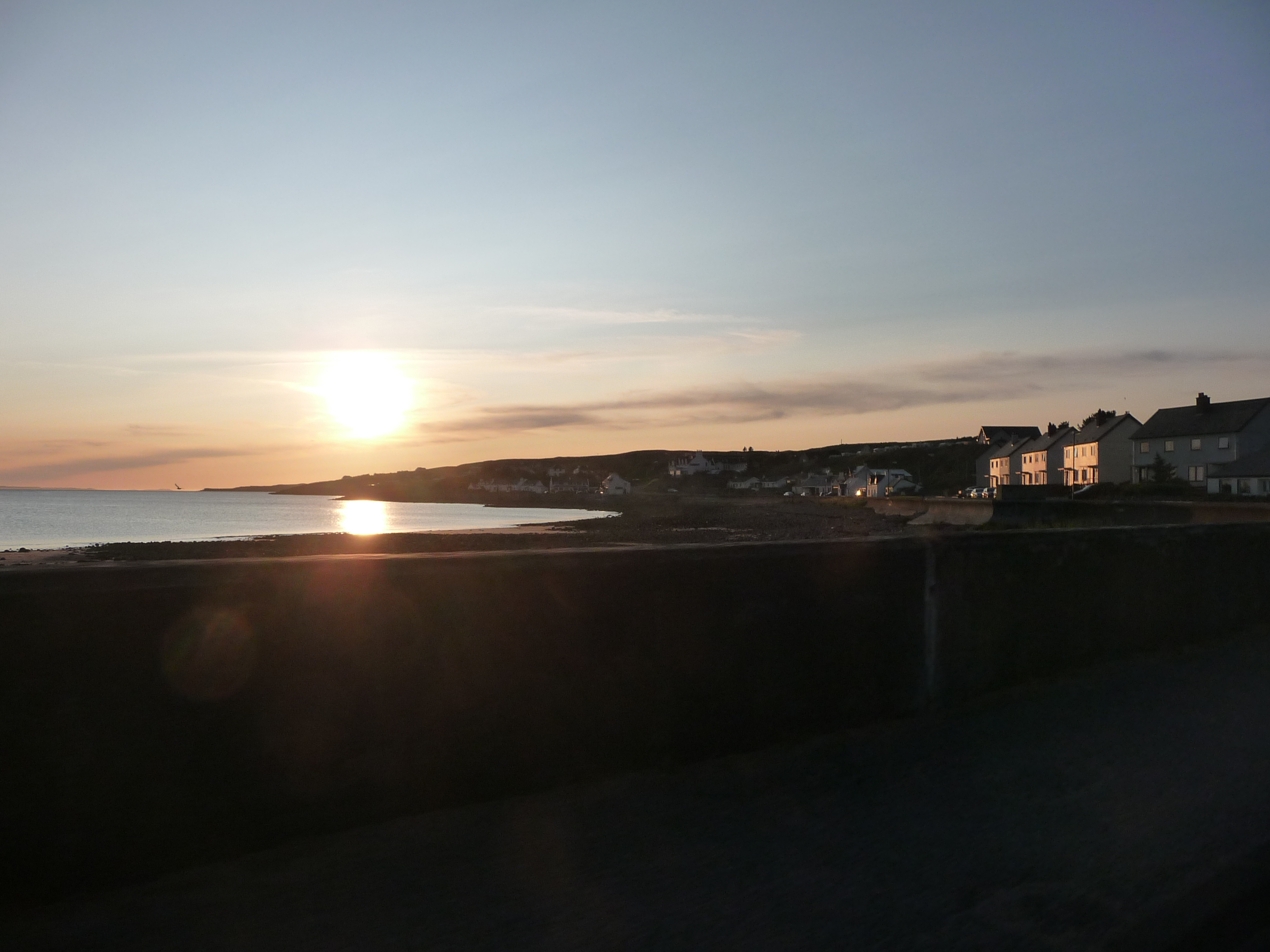